# Истр (писатель)
Истр Кире́нский (др.-греч. Ἴστρος) — древнегреческий писатель александрийской эпохи, ученик Каллимаха. Расцвет творчества — ок. 220 года до н. э.
Много писал в стихах и прозе. Известнейший из его трудов — собрание сочинений по истории Аттики, Συναγωγὴ τῶν Ἀτθίδων. Другие его труды касались могущества Аполлона, истории Элиды, историка Тимея и т. д. Его книга Ἀττικαὶ λέξεις была о грамматике. Сохранилось лишь несколько отрывков его произведений.